# Fresne-Cauverville
Fresne-Cauverville är en kommun i departementet Eure i regionen Normandie i norra Frankrike. Kommunen ligger i kantonen Cormeilles som tillhör arrondissementet Bernay. År 2022 hade Fresne-Cauverville 190 invånare.

## Befolkningsutveckling
Antalet invånare i kommunen Fresne-Cauverville
Referens:INSEE